# Maiko

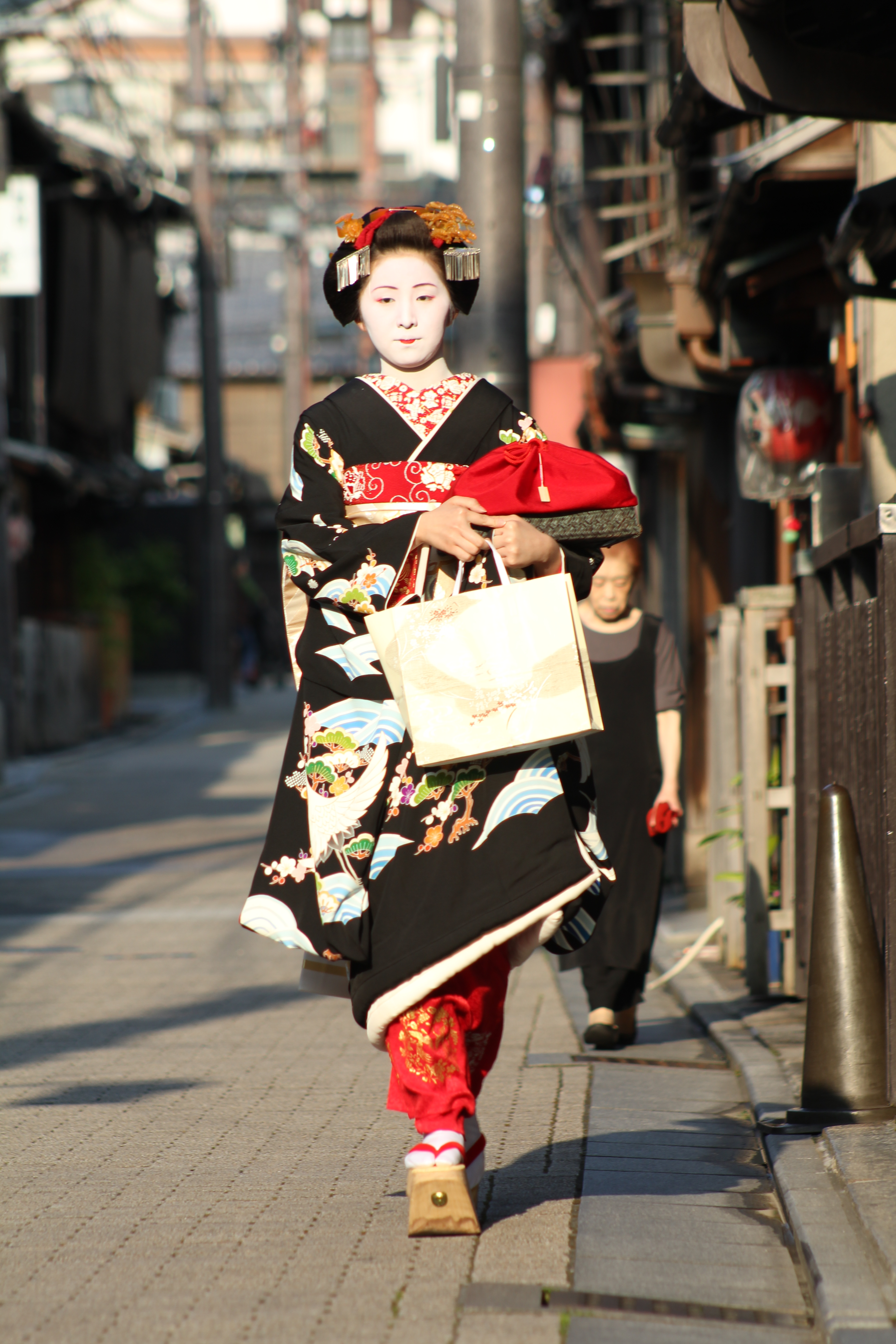
Una maiko se dirige a su siguiente cita en Kioto.

Una maiko (舞妓) es una aprendiz de geisha. Es la maiko, con su blanco maquillaje, peinado y kimono elaborados, quien se ha convertido en el estereotipo de la "geisha" para los occidentales, en lugar de la verdadera geisha.

## Diferencias entre unamaikoy unageiko

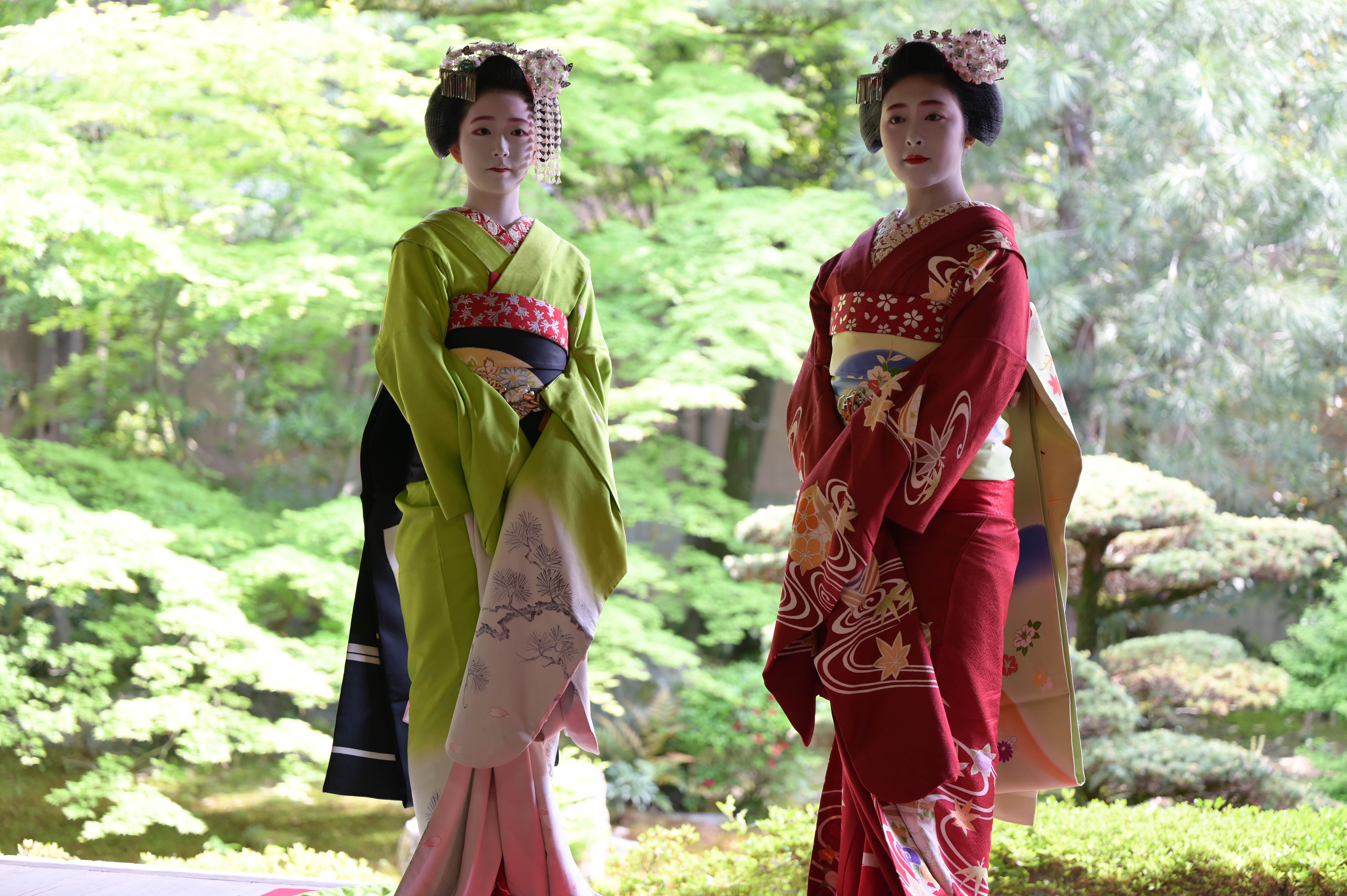
Dos maikos maquilladas

La apariencia que los occidentales relacionan con la de una geisha es más bien la de una maiko, con su pesado maquillaje blanco, su complicado peinado y su colorido kimono, pues mientras mayor es la geisha, más sencillo es su atuendo, su peinado y su maquillaje. Incluso en Japón existen servicios para que las turistas se tomen fotos "disfrazadas de geisha" /llamadas maiko henshin), cuando en realidad tienen la apariencia de una maiko. Las geishas solo usan el maquillaje blanco en ocasiones muy especiales. Durante el período de su erikae, las maiko se pintan los dientes de negro como símbolo de belleza. 
Las diferencias entre el atuendo de una maiko y una geiko son varias. El kimono de una maiko es un furisode, mientras que el de una geiko es un tomesode. El nagajuban es de color rojo con adornos en blanca, plateado o dorado mientras que el de la geiko es rosa claro. El eri (cuello del kimono) es de color rojo con bordados de colores blancos, dorados o plateados mientras que una geiko lo lleva blanco sin bordar. El obi de una maiko es un darari obi colorido que le cuelga hasta los tobillos, mientras que el de la geiko es un fukuro de colores suaves. El obi-age de una maiko es de color rojo y diseños blancos y plateados y se puede ver como sobresale sobre el obi, mientras que el de una geiko es pálido y pasa desapercibido. El obi-jime de una maiko es ancho y brillante y el de una geiko es pálido y liviano. El obi-dome (pocchiri, para la maiko) es pesado y decorado y el de una geiko es opcional y sobrio. El peinado de una maiko se hace con su propio pelo mientras que en la geiko se reconoce la peluca. Los adornos de una maiko son vistosos y pesados, y los de una geiko son pocos y sobrios. El maquillaje de una maiko es más recargado y utilizan más rosa en las mejillas que una geiko, además de agregar el rojo alrededor de los ojos (que las geiko no utilizan) y el calzado de una maiko son los tintineantes okobo y una geiko utiliza los zori y los geta.

## Apariencia
Durante los primeros tres años de su entrenamiento la maiko usa su maquillaje casi todo el tiempo, y en un principio su onee-san ("hermana mayor") o la okaa-san ("madre") de la okiya le ayudan a maquillarse, haciéndolo después ella sola.  Luego de este período inicial, la maiko usa un maquillaje más ligero, significando que ha alcanzado un cierto grado de madurez, de manera que una geisha mayor de treinta años ya usa muy poco maquillaje, pues su belleza natural debe mostrarse.
En cuanto a su vestido, las maiko usan su kimono atado con un obi más extravagante y colorido que el de una geisha.  La manera de atar el obi durante el período de maiko es llamado "darari".  Otra diferencia que distingue a las geishas en sus distintos períodos de formación es el nagajuban, que se usa bajo el kimono, y que una geiko usa de color rojo y rosa, mientras una maiko lo tiene rojo con diseños blancos, dorados y plateados.  Los cuellos del kimono de las maiko principiantes son predominantemente rojos con bordados blancos, plateados y dorados; además llevan bordado el escudo de su okiya en un extremo. Conforme van avanzando en su entrenamiento, en el bordado va predominando el blanco para demostrar la antigüedad.  Al llegar a los veinte años, el cuello llega a ser completamente blanco y sin diseño (erikae).  Las maiko usan, a manera de zapatos para fuera de casa, los okobo (que también son llamados "pokkuri" o "koppori" por el sonido que hacen al caminar); éstos son sandalias de madera que poseen una suela muy alta con un corte angular en la parte frontal, hechos normalmente de madera de sauce.  El color de las cintas con las que se atan distinguen la antigüedad de la maiko, siendo rojas en un principio, luego lilas, y amarillas al aproximarse el fin de su entrenamiento.  Las geishas usan zori (de suela plana) o geta (con bloques de madera para subirlas durante climas inclementes) como sandalias para el exterior. Sin embargo y al acercarse al Erikae, la maiko utiliza zori y geta en lugar de los okobo.

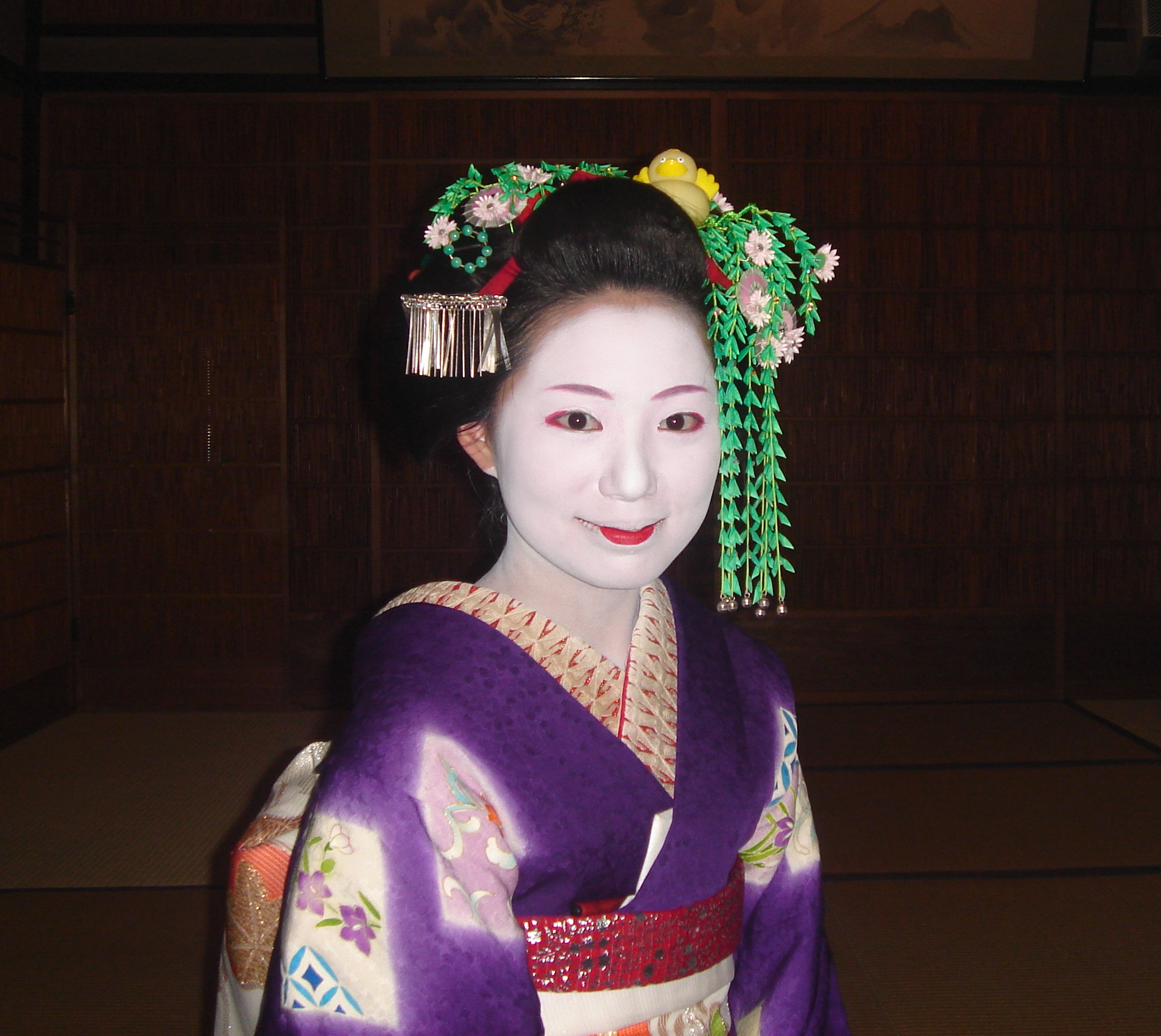
La maiko Mamechiho en el distrito Gion de Kioto. Nótese el alfiler verde en la mitad izquierda llamado tsunagi-dango: este la identifica como una maiko de Gion kobu.

El peinado, que ha ido variando a lo largo de la Historia, a partir del siglo XVII tomó el estilo Shimada, con moños de distintas formas y complicación, que indican los distintos grados de madurez, formación y estatus. 
Durante los tres primeros días como Minarai, la Maiko utilizará el peinado Mishidashi. Luego cambiará al estilo Wareshinobu. Al cabo de tres años su peinado cambiará a Momoware; y al acercarse a su erikae, su peinado será el Ofuku. Estos peinados llevan una especie de moño en la parte trasera, que se abre y deja ver una seda roja llamada kanoko.
Los adornos del pelo de una maiko cambian de acuerdo al mes del año. La maiko llevará un bira-bira en la parte izquierda de su peinado; luego uno o más tama kanzashi de coral rojo o verde o naranjo (en el erikae, es de color marrón) se insertan bajo el moño; varios kanoko dome complementan. También pueden llevar bajo el moño, y solo por su omisedashi, los miokura (especie de rectángulos plateados). Una larga corona de flores llama Tachibana se prende sobre el casco (también pueden ser reemplazados por los kanoko dome en ciertas ocasiones especiales) y luego se lleva un hana kanzashi en el lado derecho del peinado.

## Etapas del entrenamiento de una maiko
Las geishas de Tokio en general no siguen el proceso ritual de aprendizaje de una maiko de Kioto. El período de formación puede ser de seis meses a un año -notablemente más corto que el de una maiko de Kioto- antes de que ella debute como geisha con pleno derecho. La aprendiz se denomina ´´nihongo|han'gyoku|半玉}} o "semi-joya", o por el término más genérico o-shaku (御酌 lit. aquella que vierte (alcohol)?). En promedio, las geishas de Tokio tienden a ser mayores que sus homólogas de Kioto, y muchas ostentan títulos universitarios. 
Tradicionalmente, las geishas comienzan su formación a una edad muy temprana, y aunque algunas niñas son vendidas a casas de geisha (okiya), esta no es una práctica común en los distritos de renombre. Hijas de geishas a menudo se desarrollan también como geishas, siendo por lo general la sucesora ("atotori", que significa heredera) o hija de papel ("musume-bun") de la okiya.
La primera etapa de capacitación se llama shikomi. Cuando la niña llega a la okiya, se pone a trabajar como sirvienta, y debe hacer todo lo que se les dice. El trabajo es difícil con la intención de "hacer" o "romper" a las nuevas niñas. La menor de todas las jóvenes shikomi de la casa tendrían que esperar por la noche, a que las geishas mayores regresen de sus compromisos, a veces tan tarde como las dos o tres de la mañana. Durante esta etapa de capacitación, la shikomi debe ir a clases en la escuela de geishas del hanamachi. En los tiempos modernos, esta etapa todavía existe, mayormente para acostumbrar a la niña al dialecto tradicional, tradiciones y vestimenta de la "karyūkai".
Una vez que la recluta se vuelve competente en las artes de una geisha, y aprueba un último y difícil examen de danza, es ascendida a la segunda etapa de formación: minarai. El día de su debut como minarai (llamado misidashi) es presentada formalmente al hanamachi como una nueva geisha, empezando entonces esta etapa. Las minarai son relevadas de sus tareas domésticas. La etapa minarai se centra en entrenamiento de campo. Aunque las minarai asisten a ozashiki (banquetes en los que los huéspedes son atendidos por geishas), no lo hacen en un nivel avanzado. Se supone que su kimono, más elaborado incluso que el de una maiko, debe hablar por ellas. Las minarai pueden ser contratadas para fiestas, pero por lo general no son invitadas (si bien acogidas con satisfacción) a las fiestas a las que su onee-san (que significa "hermana mayor", y es la mentora de la minarai) asiste. Cobran 1/3 de hanadai ("costo de flor"). Las minarai en general, trabajan en estrecha colaboración con una casa de té (llamada "minarai-jaya") para aprender de la "okaa-san" (titular de la casa). Estas técnicas no se enseñan en la escuela, ya que la adquisición de habilidades como la conversación y los juegos de azar solo pueden ser adquiridas a través de la práctica. Esta etapa solo dura alrededor de un mes más o menos.
Después de un breve período, la tercera (y más famosa) etapa de formación comienza, llamada maiko. Las maiko son aprendices de geisha, y esta etapa puede durar años. Las maiko aprenden de sus geishas mentoras y las acompañan a todos sus compromisos. La relación entre una onee-san y su imouto-san (aprendiz) es muy importante. La onee-san de cada maiko le enseña todo sobre su trabajo en el hanamachi, por lo que su enseñanza es vital. Ella le enseña la manera correcta de servir el té, tocar shamisen, y bailar; asimismo la charla casual, que también es importante que aprenda una maiko para futuras invitaciones a más reuniones y casas de té. La onee-san, incluso ayuda a la maiko a escoger un nuevo nombre profesional con los kanji o símbolos relacionados con su propio nombre. Aunque uno diría que las geishas son propensas a "coquetear", esto se debe solo a su naturaleza y son tan recatadas que parecen inocentes; aunque existen variaciones regionales, pues así como las han'gyoku de Tokio son conocidas por ser atrevidas, las maiko de Kioto lo son por ser recatadas.
Después de un período tan corto como seis meses (en Tokio) o hasta de cinco años (en Kioto), la maiko es ascendida a ser una verdadera geisha, y cobra el precio completo por su tiempo. Las geishas permanecen como tales hasta que se jubilan.